# Tachicardia ventricolare polimorfa catecolaminergica
La tachicardia ventricolare polimorfa catecolaminergica, nota anche con la sigla CPVT, dall'inglese Catecholaminergic Polymorphic Ventricular Tachycardia, è un disturbo aritmico ereditario del cuore che predispone i soggetti affetti a manifestare perdite di coscienza o arresto cardiaco durante attività fisica o in situazioni di stress emotivo improvviso. Il sintomo più comune è la sincope, che si manifesta già nella prima o nella seconda decade di vita. Il 60% degli individui affetti, infatti, presenta un episodio sincopale o un arresto cardiaco entro i 15 anni d'età.
La CPVT è causata da mutazioni genetiche a carico dei geni codificanti per le proteine importanti per l'omeostasi del calcio intracellulare. La maggior parte dei casi di CPVT è causata da mutazioni a carico del gene RYR2 (a trasmissione autosomica dominante) e CASQ2 (a trasmissione autosomica recessiva), che causano la cosiddetta forma tipica della malattia.
La malattia è stata descritta per la prima volta nel 1978 e la causa è stata identificata nel 2001 a Pavia.
Le indagini di primo livello come l'ecocardiogramma e l'elettrocardiogramma a riposo non presentano alterazioni di rilievo. Il modo migliore per dimostrare la presenza delle aritmie tipiche della CPVT (in particolare della cosiddetta tachicardia ventricolare bidirezionale) e porre diagnosi clinica della CPVT è quello di registrare un elettrocardiogramma durante esercizio fisico.

## Patogenesi
La CPVT presenta modalità di trasmissione prevalentemente autosomica dominante dominante essendo la gran parte dei casi legata a mutazioni a carico del gene RYR2, che codifica per il recettore rianodinico cardiaco. Il recettore rianodinico controlla i livelli degli ioni calcio nelle cellule cardiache ed è fondamentale per il corretto accoppiamento fra l’attivazione elettrica del cuore e la contrazione del cuore. Nella CPVT, il recettore rianodinico mutato causa un rilascio eccessivo di calcio durante la diastole che può dar luogo ad aritmie cardiache, attraverso un meccanismo definito come "triggered activity" . Tale meccanismo ha un ruolo chiave nell'aritmogenesi soprattutto durante attività fisica o in situazioni di stress emotivo intenso.
Infatti durante stress fisico o emotivo, viene aumentato il rilascio di adrenalina a noradrenalina circolanti e dalle terminazioni cardiache del sistema nervoso simpatico (o adrenergico). L'effetto è quello di una stimolazione dei recettori beta, che, attraverso l'attivazione dei secondi mediatori intracellulare (sistema delle proteine G e cAMP da una parte e sistema della Calmodulina chinasi dall'altra) causa un aumento della concentrazione degli ioni Ca2+ (calcio) all'interno del reticolo sarcoplasmatico che accentua ulteriormente il rilascio eccessivo con conseguente attivazione del meccanismo della triggered activity
Le mutazioni a carico del gene RYR2, pur essendo uno dei geni di maggiori dimensioni avendo 105 esoni trascritti, mostrano un certo grado di clustering. Infatti, sono state descritte prima delle zone e successivamente dei domini specifici dove si trovano più spesso le mutazioni correlate alla CPVT.
I casi con ereditarietà autosomica recessiva sono legati ad anomalie del gene CASQ2 (CPVT2) e al gene TRDN, che codifica la proteina giunzionale triadina (CPVT4). Infine, mutazioni a carico dei geni codificanti per la calmodulina sono stati recentemente descritti come una causa rara della CPVT atipica.

## Clinica

### Segni e sintomi
La CPVT si contraddistingue per sincopi o arresto cardiaco dovuti ad aritmie ventricolari durante l'esercizio fisico o stress emotivo, senza alcuna anomalia strutturale del cuore. La tachicardia ventricolare può estinguersi con la cessazione dello stimolo adrenergico o degenerare in fibrillazione ventricolare, portando alla morte improvvisa del soggetto.

### Esami di laboratorio e strumentali
La diagnosi è basata sulla dimostrazione di aritmie ventricolari durante l'esercizio fisico, sull'anamnesi di palpitazioni con sincope o vertigine durante l'esercizio o stress emotivo e sull'assenza di anormalità cardiache strutturali. Va sospettata la CPVT quando viene documentata l'insorgenza di tachicardia ventricolare con una frequenza cardiaca che va dai 100 battiti al minuto in su.
Il test da sforzo, al tapis roulant o al cicloergometro o uno stress farmacologico con isoproterenolo, permettono di porre diagnosi di CPVT, poiché possono scatenare la tachicardia ventricolare bidirezionale indotta dall'esercizio, che è piuttosto specifica per la diagnosi di CPVT, anche se, purtroppo, parte dei pazienti portatori delle mutazioni non manifestano questa aritmia.

#### Elettrofisiologia
L'elettrocardiogramma a riposo è generalmente privo di reperti sospetti, ma può mostrare una bradicardia sinusale lieve e non diagnostica.

#### Test genetici
Il test genetico è disponibile nella pratica clinica ed è utile per confermare la diagnosi così come per individuare i soggetti asintomatici portatori della mutazione nel gentilizio del probando (Overview of CPVT Genetic Testing).
L'esecuzione del test genetico per la CPVT è raccomandata per tutti i pazienti in cui vi è un elevato sospetto di tachicardia catecolaminergica, basato sulla storia clinica del paziente, della sua famiglia e del fenotipo ECG espresso durante il test provocativo. A seguito dell'identificazione di una mutazione genetica, si consiglia l'esecuzione del test genetico specifico per quella mutazione nei membri della famiglia. Attualmente lo scopo primario del test genetico è diagnostico, indispensabile per ottenere la conferma genetica di un caso clinicamente sospetto, per individuare il particolare genotipo e per identificare i parenti potenzialmente a rischio.

## Trattamento
Il trattamento di prima linea sono le modificazioni da apportare allo stile di vita del paziente. Nello specifico, l'astensione da sport competitivi e dalla attività fisica intensa, ed evitamento delle situazioni ambientali ad elevato stress emotivo, sono indicati in tutti i pazienti affetti.

### Terapia medica
I farmaci betabloccanti ed in particolare il nadololo rappresentano il fondamento della terapia medica e sono raccomandati in tutti i portatori di una mutazione ritenuta causativa della CPVT, anche in assenza di manifestazioni cliniche della malattia. Recentemente, è stato dimostrato che l'utilizzo dei betabloccanti selettivi (atenololo, bisoprololo) è associato ad un rischio maggiore di aritmie pericolose per la vita.
Nei pazienti che non rispondono alla terapia con betabloccanti, è possibile associare la terapia antiaritmica con flecainide, antiaritmico di classe Ic.

### Defibrillatore cardiaco impiantabile (ICD)
La terapia elettrica con impianto di un defibrillatore cardiaco impiantabile è da riservare solo ai pazienti con più elevato rischio di sviluppare aritmie pericolose per la vita. Il defibrillatore, che non è una alternativa alla terapia farmacologica, rappresenta il presidio più sicuro per prevenire la morte cardiaca improvvisa.

### Simpaticectomia
Nei pazienti selezionati i cui sintomi non sono controllati dall'assunzione dei beta-bloccanti, associati o meno alla flecainide, la denervazione simpatica cardiaca condotta mediante simpaticectomia toracoscopica bilaterale, può ridurre, ma non abolire, il tasso degli eventi aritmici.

## Prognosi
In generale nella CPVT, le aritmie pericolose sono molto più frequenti nei pazienti con l'esordio sintomatico precoce e nei pazienti non trattati con i farmaci betabloccanti.
Nei pazienti trattati con i farmaci betabloccanti, le aritmie pericolose per la vita si verificano più frequentemente nei soggetti sopravvissuti ad un arresto cardiaco prima della diagnosi, nei soggetti che hanno avuto una sincope aritmica prima della diagnosi e nei soggetti portatori delle mutazioni patogeniche a carico della porzione terminale del gene RYR2.